# Санта-Лусія-де-Тірахана
Санта-Лусія-де-Тірахана (ісп. Santa Lucía de Tirajana) — муніципалітет в Іспанії, у складі автономної спільноти Канарські острови, у провінції Лас-Пальмас, на острові Гран-Канарія. Населення — 64 845 осіб (2010).
Муніципалітет розташований на відстані близько 1760 км на південний захід від Мадрида, 30 км на південь від міста Лас-Пальмас-де-Гран-Канарія.
На території муніципалітету розташовані такі населені пункти: (дані про населення за 2010 рік)
- Крусе-де-Сардина: 24514 осіб
- Ель-Доктораль: 15012 осіб
- Каса-Пасторес: 3215 осіб
- Санта-Лусія: 622 особи
- Сардина: 8696 осіб
- Весіндаріо: 11583 особи
- Ель-Інхеніо: 65 осіб
- Лас-Лагунас: 20 осіб
- Ель-Мориско: 67 осіб
- Парраль-Гранде: 20 осіб
- Посо-Іск'єрдо: 862 особи
- Росіана: 131 особа
- Ла-Сорруеда: 38 осіб

## Демографія
Динаміка населення (INE ):

## Галерея зображень

Розташування муніципалітету на острові Гран-Канарія